# 鹼性電池

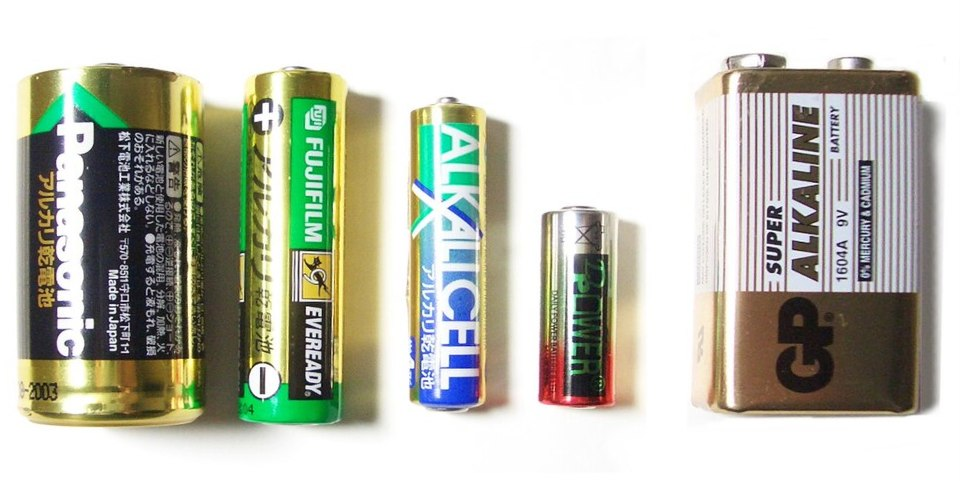
鹼性電池

鹼性電池（英文：Alkaline battery）指使用鹼性電解液的電池，一般生活中稱為鹼性電池，指的是鹼性鋅錳電池。在廣義上，鹼性電池使用的電極材料包括：鋅-二氧化錳、鋅-氧化汞、镉-氢氧化镍等。而市面上常見的一次性鹼性電池的成份是鋅-二氧化錳，它以二氧化錳為電池的陰極、鋅為陽極，氫氧化鉀水溶液作為電解液。

## 歷史
在1950年代，於美國公司勁量工作的Lewis Urry發明了鹼性乾電池，並在1957年申請了專利。

## 化學原理
在鹼性電池中，是由粉狀的鋅作負電子（陽極），採粉狀的原因是可以增加接觸面積，從而增加輸出電流，電池的陰極為二氧化錳，而電解液是氫氧化鉀。化學方程式如下：
Zn (s) + 2OH− (aq) → ZnO (s) + H2O (l) + 2e−
2MnO2 (s) + H2O (l) + 2e− →Mn2O3 (s) + 2OH− (aq)

## 特性

### 容量
鹼性電池的容量比碳鋅電池為高，原因是電極材料利用率較高、用作陰極的二氧化錳和用作陽極的鋅粉有較高的純度同密度，內部零件體積較小（例如電極）也讓出空間而增加容量。總體來說鹼性電池比碳鋅電池多3~6倍容量。
鹼性電池的容量會隨輸出電流增加而變小，例如同一枚電池可以在低電流（0.1A）時有3000mAh容量，但若是高電流（1A）時，容量可能只有700mAh，小於原來的1/4。AA鹼性電池在小電流放電時平均容量大約為2000mAh，而AAA電池容量大約是AA電池的1/2至1/3之間。

### 電壓
一枚鹼性電池的電動勢（e.m.f），在無負載狀態的電壓一般為1.5V左右。未使用的全新電池，空載電壓可能接近1.65V，隨著電池使用越久，電壓會不斷下降，當電壓低於1.0V或0.9V後可視之為電池已經失效。鹼性電池當接上負載後，隨輸出電流的增加電壓會下降，在一般負載下電壓常常會降至1.1V~1.3V之間。鹼性電池接上負載後的電壓下降是由於極化和内阻造成的。通常全新的AA鹼性電池内阻約有100mΩ，並隨著使用時間的變長而加大。

### 電流
鹼性電池所能輸出的電流比碳鋅電池大，卻比一般蓄電池小。容量較大的鹼性電池能夠輸出較大的電流，原因是電極面積增加，有更多的物質可以同時產生化學反應。過大的電流會使電池在放電的過程中蓄積廢熱而升溫，一般AA電池可以輸出700mA電流也不至於明顯升溫，較大型號的C、D電池就可產生較小熱能而不明顯升溫。

## 使用上需注意

### 漏出電解液
長期放置的鹼性電池可能會漏出電解液，由於電解液含有大约30%至40%的腐蝕性鹼性物質氫氧化鉀，其對眼睛、呼吸道及皮膚會有刺激作用，若不小心進入眼球可能導致失明；電解液也可能侵蝕金屬、破壞電子零件。大多數電子裝置都無法抵抗腐蝕，特別是電子產品的內部。

### 避免對一次性鹼性電池充電
鹼性電池雖屬於蓄電池類，但「一次性鹼性電池」並非針對多次循環回充而設計，將其充電很可能發生電池破裂、漏出有腐蝕性的電解液。也因為如此，多數生產「一次性鹼性電池」的廠商常於安全規定中禁止使用者充電，基於成本考量，廠商也不會特別強化電池結構，迎合充電行為。使用時須多注意。

### 可充電鹼性電池
少數電子公司曾開發「充電專用鹼性電池」強化電池結構避免破裂，但無法改善充電效率偏低的特性，只可用相當小的電流充電，往往耗費一整日或更多時間才能充飽，而且電池回充次數極少，相當不便，現已由市場淘汰。
另外也有電子公司開發鹼性電池充電器，聲稱可以替一般「一次性鹼性電池」充電，但仍受限鹼性電池充電慢、效率低、回充循環次數極少(平均少於10次)的特性。長時間充電下，充電器降壓轉換過程中累積產生過多廢熱，反而可能浪費更多能源而不環保，相較鎳氫電池劣勢許多。
此類產品在使用說明中也不保證絕對安全，對充畢的電池效能如何、是否更容易漏液等問題同時不予保證。

### 使用同型號、同電量的電池
當用多於一枚電池時，應使用同品牌，甚至同型號的電池；新舊電池應避免混用。否則會增加漏出電解液的風險。

### 長時間不使用電池裝置時另作存放
當長時間不使用電池裝置時，應將電池取出，另作存放，避免存放過久而滲漏電解液，造成電子產品損壞。
電池存放也避免潮濕、高溫日曬、重物擠壓等環境。

## 環境保護
在1996年前生產的鹼性電池可能含有微量水銀（汞），現在的鹼性電池已能做到不含水銀。在一些地區可以隨意棄置鹼性電池，也有些地區不可。由於鹼性電池多是一次性使用，所以相對新一代的蓄電池（例如鎳氫電池）較不環保。

## 相關
- 環保意識
- 原電池
- 蓄電池
- 鋰電池
- 碳鋅電池
- 鉛酸電池
- 鎳鎘電池 (Ni-Cd)
- 鎳氫電池 (Ni-MH)
- 低自放電鎳氫電池 (LSD Ni-MH)
- eneloop
- 鋰離子電池 (Li-ion)
- 充電器

## 外部連結
1. Eveready：碳锌电池使用作明书（页面存档备份，存于）
2. Rayovac：碱性与高能电池使用说明书
3. Power Stream电池化学常见问题与解答（页面存档备份，存于）
4. 电池组成（页面存档备份，存于）